# Mistrzostwa Europy w Szermierce 2001
Mistrzostwa Europy w Szermierce 2001 – 14. edycja mistrzostw odbyła się w niemieckim mieście Koblencja w 2001 roku.

## Klasyfikacja medalowa
| Lp. | Państwo  | złoto | srebro | brąz | Razem |
| --- | -------- | ----- | ------ | ---- | ----- |
| 1   | Włochy   | 3     | 3      | 1    | 7     |
| 2   | Rosja    | 3     | 2      | 1    | 6     |
| 3   | Niemcy   | 2     | 2      | 2    | 6     |
| 4   | Węgry    | 2     | 1      | 6    | 9     |
| 5   | Ukraina  | 1     | –      | 1    | 2     |
| 6   | Białoruś | 1     | –      | –    | 1     |
| 7   | Francja  | –     | 2      | 1    | 3     |
| 8   | Polska   | –     | 1      | 2    | 3     |
| 9   | Belgia   | –     | 1      | –    | 1     |
| 10  | Estonia  | –     | –      | 2    | 2     |
| –   | Rumunia  | –     | –      | 2    | 2     |

## Medaliści

### Mężczyźni
| Złoto                                                                                   | Srebro                                                                          | Brąz                                                                            |
| Floret                                                                                  |                                                                                 |                                                                                 |
| Simone Vanni                                                                            | Adam Krzesiński                                                                 | Ralf Bissdorf Attila Juhász                                                     |
| Niemcy · Dominik Behr · Ralf Bissdorf · Lars Schache · Christian Schlechtweg            | Belgia · Cédric Gohy · Pierre Halut · Marc Pichon · Jean-Baptiste Van Elshander | Polska · Wojciech Szuchnicki · Adam Krzesiński · Sławomir Mocek · Tomasz Ciepły |
| Szpada                                                                                  |                                                                                 |                                                                                 |
| Wital Zacharau                                                                          | Paolo Milanoli                                                                  | Kaido Kaaberma Pawieł Kołobkow                                                  |
| Ukraina · Maksym Chworost · Ołeksandr Horbaczuk · Dmytro Kariuczenko · Dmytro Czumak    | Niemcy · Jörg Fiedler · Michael Flegler · Daniel Strigel · Fabian Schmidt       | Francja · Cédric Pillac · Érik Boisse · Frantz Philippe · Benoît Janvier        |
| Szabla                                                                                  |                                                                                 |                                                                                 |
| Stanisław Pozdniakow                                                                    | Julien Pillet                                                                   | Mihai Covaliu Zsolt Nemcsik                                                     |
| Rosja · Siergiej Szarikow · Stanisław Pozdniakow · Aleksiej Frosin · Aleksiej Djaczenko | Francja · Julien Pillet · Fabrice Gazin · Nicolas Lopez · Boris Sanson          | Węgry · Domonkos Ferjancsik · Zsolt Nemcsik · Kende Fodor · Balázs Lengyel      |

### Kobiety
| Złoto                                                                                   | Srebro                                                                          | Brąz                                                                           |
| Floret                                                                                  |                                                                                 |                                                                                |
| Valentina Vezzali                                                                       | Giovanna Trillini                                                               | Sabine Bau Edina Knapek                                                        |
| Włochy · Valentina Vezzali · Diana Bianchedi · Giovanna Trillini · Margherita Granbassi | Węgry · Edina Knapek · Katalin Varga · Aida Mohamed · Gabriella Lantos          | Rumunia · Roxana Scarlat · Claudia Vanţă · Zsofia Lazăr-Szabo · Cristina Stahl |
| Szpada                                                                                  |                                                                                 |                                                                                |
| Ildikó Mincza                                                                           | Tatjana Fachrutdinowa                                                           | Hajnalka Kiraly Heidi Rohi                                                     |
| Węgry · Adrienn Hormay · Hajnalka Kiraly · Ildikó Mincza · Hajnalka Tóth                | Rosja · Tatjana Fachrutdinowa · Anna Siwkowa · Marija Mazina · Tatjana Łogunowa | Ukraina · Jewa Wybornowa · Anna Harina · Olha Partała · Natalija Hruzynśka     |
| Szabla                                                                                  |                                                                                 |                                                                                |
| Jelena Nieczajewa                                                                       | Sandra Benad                                                                    | Ilaria Bianco Orsolya Nagy                                                     |
| Niemcy · Sandra Benad · Susanne König · Stefanie Kubissa · Sabine Thieltges             | Włochy · Ilaria Bianco · Ramona Cataleta · Gioia Marzocca · Alessia Tognolli    | Polska · Katarzyna Kuźniak · Aleksandra Socha · Irena Więckowska               |